# 新马桥镇
新马桥镇，是中华人民共和国安徽省蚌埠市固镇县下辖的一个乡镇级行政单位。

## 行政区划
新马桥镇下辖以下地区：
街道社区、路东社区、美城社区、濠铺村、桥头村、卢渡村、花谷村、黄庄村、黄圩村、胡洼村、梨园新村、韦店村、苏湖村、李韦村、徐郢村、水利村、高光村、南庙村和磨盘张村。